# Tonhi Terenzi
Tonhi Terenzi (Genova, 16 marzo 1969) è un ex schermidore italiano, specializzato nella sciabola. Ha vinto una medaglia di bronzo nella scherma ai Giochi olimpici di Atlanta 1996.

## Palmarès

### Risultati élite
In carriera ha ottenuto i seguenti risultati:
Giochi olimpici
Individuale
A squadre
- Bronzo nella sciabola ad Atlanta 1996

Mondiali
Individuale
- Bronzo nella sciabola a Lione 1990
- Bronzo nella sciabola a Essen 1993
- Bronzo nella sciabola a L'Aia 1995

A squadre
- Oro nella sciabola a L'Aia 1995
- Argento nella sciabola a Essen 1993

Europei
Individuale
A squadre
- Argento nella sciabola a Plovdiv 1998
- Bronzo nella sciabola a Bolzano 1999

Universiadi
Individuale
- Argento nella sciabola ad Duisburg 1989

A squadre
- Bronzo nella sciabola ad Duisburg 1989

Giochi del Mediterraneo
Individuale
- Argento nella sciabola a Bari 1997

Campionati italiani
Individuale
- Oro nella sciabola nel 1989
- Oro nella sciabola a Livorno 1993
- Oro nella sciabola a Prato 1995
- Oro nella sciabola nel 1996
- Oro nella sciabola a Bari 1997
- Oro nella sciabola a Firenze 1999

A squadre

### Risultati giovani
Mondiali giovani
Individuale
- Oro nella sciabola a San Paolo 1987
- Bronzo nella sciabola a Atene 1989

A squadre